# Nordend (Berg)
Das Nordend ist ein 4608 m ü. M. hoher Nebengipfel der Dufourspitze im Massiv des Monte Rosa und liegt auf der Grenze zwischen Italien und der Schweiz. Es wurde erstmals am 26. August 1861 bestiegen. Das Nordend wird meistens von Zermatt her bzw. von der Station Rotenboden der Gornergratbahn aus über die Monte-Rosa-Hütte angegangen. Der Normalweg führt vom Silbersattel (4519 m ü. M.) über den Südgrat zum Gipfel.

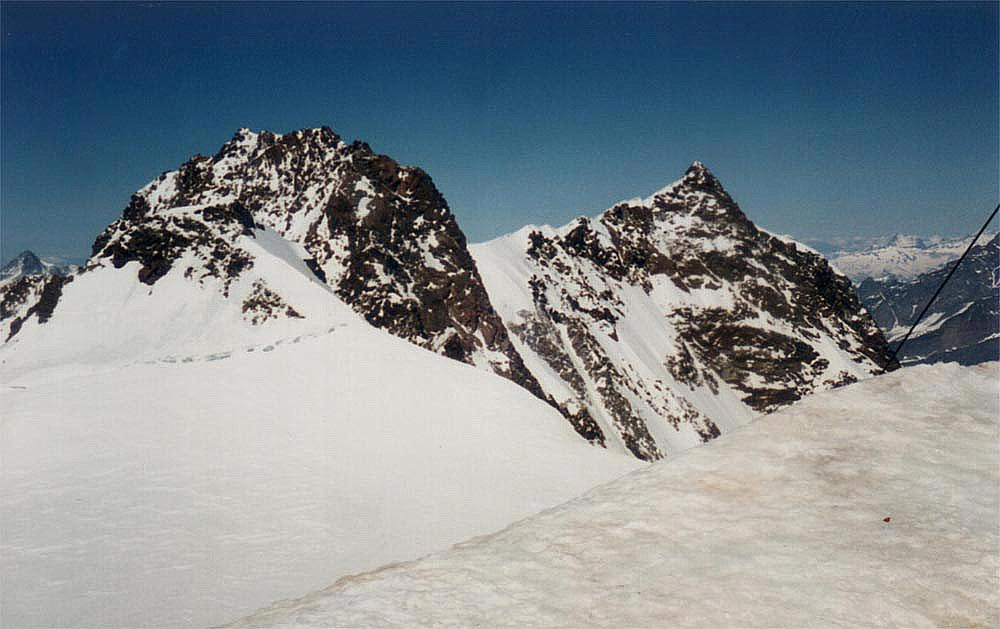
Nordend (rechts) von der Signalkuppe gesehen, links die Dufourspitze
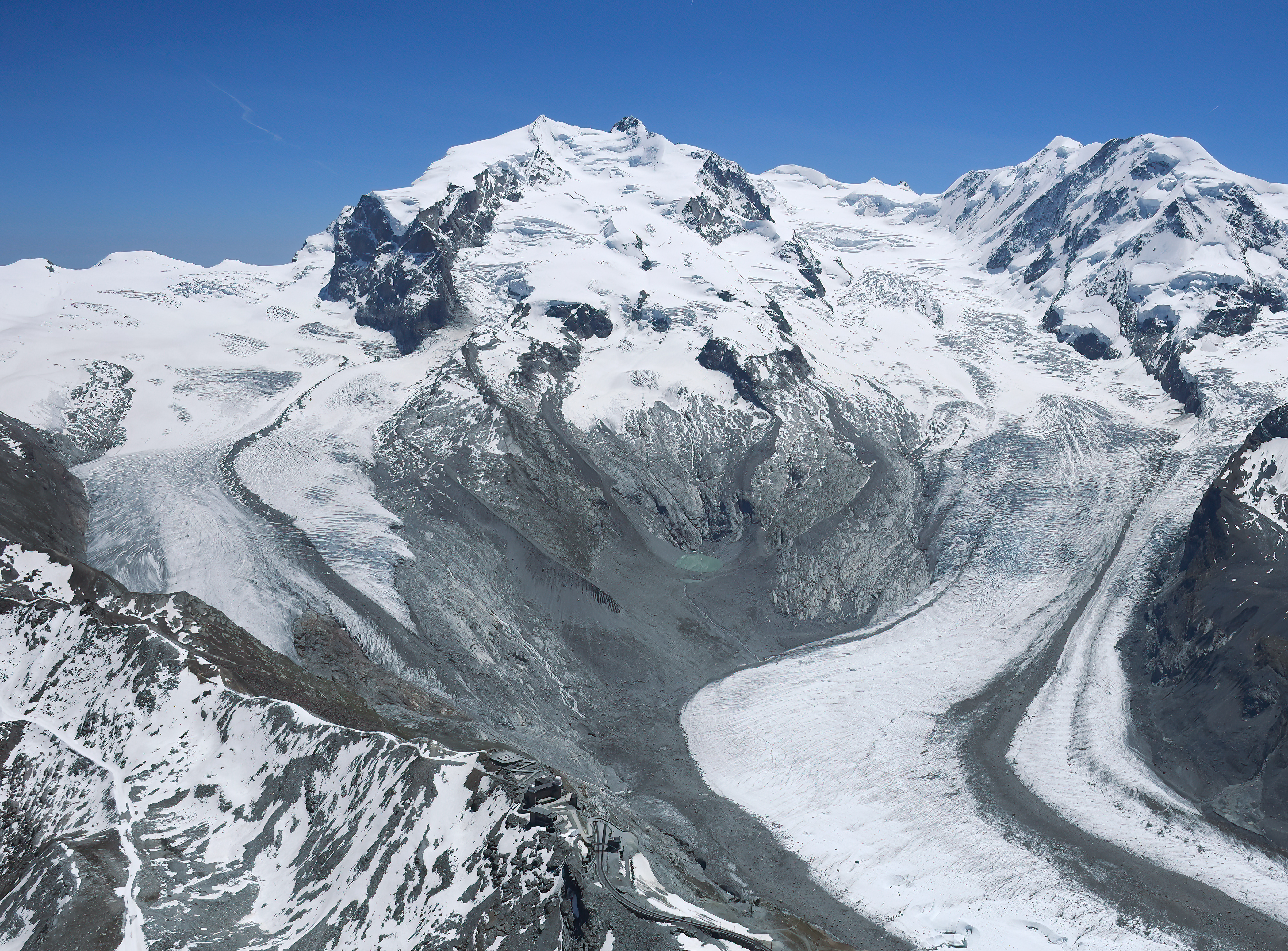
Monte-Rosa-Westseite mit Gornergletscher und Grenzgletscher, Nordend und Dufourspitze